# 贾丝明·格林伍德
贾丝明·格林伍德（英語：Jasmine Greenwood，2004年10月13日—），澳大利亚女子游泳运动员。她曾代表澳大利亚参加2020年夏季残疾人奥林匹克运动会游泳比赛，获得一枚银牌。